# ロンドン地下鉄1972形電車
ロンドン地下鉄1972形電車(英:London Underground 1972 Stock)は1972年6月26日に営業運転を開始したロンドン地下鉄の電車である。ロンドン地下鉄の2種類ある車両サイズのうち、小さいほうのサイズの車両群(チューブ)に属する。

## 概要
ピカデリー線のヒースロー空港への延伸による所要車両数増を、延伸計画策定時に想定された不足分のみの新造ではなく、全車新型車（1973形電車）に置き換える計画に変更し、ねん出された1956形電車・1959形電車でノーザン線の1938形電車の一部を置き換える計画が決定された。
この計画が実行される過程で、1969年のアクトン車両基地保守要員のストライキで整備不良により運転不能となる1938形電車が続出したことから、残存する予定だったノーザン線の1938形全車を新造車で置き換えることに急きょ決定、1972年から1973年にかけて1972形電車1次車（Mk I）7両30編成が製造された。

2次車（Mk II）は、1970年代初頭に顕在化したメトロキャメル社の操業不足による経営危機に際し、同社倒産による失業者増を防ぐ政治的判断により、1977年開業予定だったフリート線（開業前にジュビリー線に名称変更）用車両を先行して製造したもので、7両33編成が1973年から1974年にかけてノーザン線に投入された。2次車にはジュビリー線で導入が予定されていた自動運転の準備工事が施されていたが、本形式のジュビリー線での運用中に導入されることはなかった。

## 外観
設計期間短縮のため本形式は完全な新型車ではなく、ヴィクトリア線用1967形電車を基本とし、1967形電車から自動運転設備を取り払い、車掌乗務に対応する設備を追加したものとされた。従って、外観はほぼ同一のアルミ車体で、側面は片側4扉、うち中央部2箇所が幅1372mmの両開き、車端部2箇所が幅686mmの片開きである。

ロンドン地下鉄の小断面車両各形式に見られるこの扉配置は、床面高さを下げるために台車上部が台枠内に入り込む構造上、強度が落ちる開口部を台車直上に配置しないためのものである。

先頭車はドア1箇所分を運転台としているため3扉であるが、運転台側面に扉は無く、乗務員は客室または正面扉を通って運転台に出入りする。自動運転前提ではない本形式では客室が混雑すると途中駅での乗務員交代に時間がかかるため、前面からの乗降を容易にするようステップと手すりがベーカールー線転用後に追加された。

登場当初はアルミ無塗装で、2次車はドアのみ赤く塗装されていたが、更新時にロンドン地下鉄標準の赤青白の三色に塗装されている。

## 編成
4両ユニットと3両ユニットを組み合わせた7両編成で運用され、DM-T-T-DM+UNDM-T-DMの編成を組む。本文中の車両形式略号などはロンドン地下鉄の車両形式および車両番号の付与方法を参照。

4両ユニットと3両ユニットの組み合わせは決まっていないが、更新前の1次車と2次車は一部を除き組み合わせて使用することができなかった。

左側が北または西側(Aエンド)、右側が南または東側(Dエンド)だが、ベーカールー線で運用される場合は、車両基地で分割する際の都合から南北逆向きとなる。

1972形電車の新製時の番号体系は下表の通り。

ユニットを組む車両の下2桁の番号は同一、下二桁01-30が1次車、31-63が2次車である。
下二桁64-67はベーカールー線に転用された1次車を2次車の続番に改番したもので、うち下二桁66は事故廃車となった下二桁49の2両と24の5両を組み合わせたものである。下二桁99は事故廃車された車両と編成を組んでいた残りの車両で組成、4両ユニットのみが存在し、唯一DM-T-T-UNDMの編成を組む。改番・他形式への編入については別項も参照のこと。

### 4両ユニット
| 'A' DM      | 'A' T       | 'D' T       | 'D' DM      |
| ----------- | ----------- | ----------- | ----------- |
| 3201 - 3263 | 4201 - 4263 | 4301 - 4363 | 3301 - 3363 |

※4352-4363は防氷装置つき。

### 3両ユニット
| 'A' UNDM    | T           | 'D' DM      |
| ----------- | ----------- | ----------- |
| 3401 - 3463 | 4501 - 4563 | 3501 - 3563 |

## 転用と更新・廃車
2次車はジュビリー線開業に備えて1977年から1979年にかけて全車がベーカールー線スタンモア支線（後のジュビリー線の北半分）に移ったが、1980年代初期の乗客減により、1983年に2次車4編成を1次車と混用可能な仕様に改造の上でノーザン線に転用、さらにジュビリー線への1983形電車の第1陣投入により、1984年から1985年にかけてさらに14編成がノーザン線に転用された。ジュビリー線に残った編成も1989年の1983形電車第2陣投入によりベーカールー線に転用されている。

1980年代末から1990年代前半にかけて、キングス・クロス駅火災事故の再発防止策の一環としての難燃化や車両への落書き対策としての外板塗装などを含む更新工事、ワンマン運転(One Person Operation, OPO)対応の工事が行われた。

なお、1995形電車の投入によりノーザン線での運用は1999年2月3日を以て終了した。これにより余剰となった未更新の1次車20編成のうち、3両ユニットの大部分は間もなく廃車解体されたが、4両ユニットはヴィクトリア線への追加転用やウォータールー&シティー線への転用計画があったため、一旦各地へ疎開留置された。しかしながらこの転用計画は実現せず、事故車補充用として2次車や1967形へ転用されたごく一部を除き、2000年代初頭までに廃車解体されている。

## 改番・他形式への編入
1980年代後半、ヴィクトリア線増発用としてノーザン線1次車28両が転用されて1967形の中間に組み込まれた他、ベーカールー線へも2次車への編入改造を経て3編成と5両が転用されている。1990年代以降も、事故廃車の発生に伴う組み替えや1967形へ追加編入により改造・改番を生じている。詳細は以下の通り。

赤地白文字：1967形への編入車

黒地白文字：1次車から2次車への編入車

茶地白文字：2次車の編成替えに伴う改番車

（参考）水色地白文字：1967形の改番車

| 改番・改造後 | 改番・改造後 | 改番・改造後 | 改番・改造後 | 改造・改番年月 |    | 種車 | 種車 | 種車 | 種車 | 記 事 |
| DM           | T            | T            | DM           | 改造・改番年月 | DM | T    | T    | DM   |      | |
| 3001         | 4001         | 4101         | 3101         | 1988.6         | ←  | 3001 | 4001 | 4317 | 3317 | |
| 3003         | 4003         | 4103         | 3103         | 1988.8         | ←  | 3003 | 4003 | 4323 | 3323 | |
| 3005         | 4005         | 4105         | 3105         | 1989.2         | ←  | 3005 | 4005 | 4529 | 3529 | |
| 3007         | 4007         | 4107         | 3107         | 1989.2         | ←  | 3007 | 4007 | 4325 | 3325 | |
| 3016         | 4016         | 4116         | 3116         | 1995.2         | ←  | 3116 | 4116 | 4204 | 3204 | 3016（初代）+4016（初代）の事故廃車に因る1967形の方転・改番と、1972形1次車から1967形への改造・編入。4016（初代）は事故廃車。3016（初代）については1967形電車の保存車両の項を参照。 |
| 3022         | 4022         | 4122         | 3122         | 1988.7         | ←  | 3022 | 4022 | 4320 | 3320 | |
| 3041         | 4041         | 4141         | 3141         | 1988.6         | ←  | 3041 | 4041 | 4516 | 3516 | |
| 3052         | 4052         | 4152         | 3152         | 1988.6         | ←  | 3052 | 4052 | 4316 | 3316 | |
| 3056         | 4056         | 4156         | 3156         | 1999.5         | ←  | 3056 | 4056 | 4156 | 3312 | 3184（初代）の事故廃車に伴う1972形1次車から1967形への改造・編入。3156（初代）→3184（2代目）。詳細は1967形電車を参照。                                                              |
| 3080         | 4080         | 4180         | 3180         | 1988.7         | ←  | 3217 | 4217 | 4101 | 3101 | |
| 3081         | 4081         | 4181         | 3181         | 1989.2         | ←  | 3527 | 4527 | 4103 | 3103 | |
| 3082         | 4082         | 4182         | 3182         | 1988.7         | ←  | 3223 | 4223 | 4105 | 3105 | |
| 3083         | 4083         | 4183         | 3183         | 1989.2         | ←  | 3225 | 4225 | 4107 | 3107 | |
| 3084         | 4084         | 4184         | 3184         | 1987.10        | ←  | 3520 | 4520 | 4141 | 3141 | 3184（初代）は1999.5に3184（2代目、←3156（初代））へ差し替え。詳細は1967形電車を参照。                                                                                             |
| 3085         | 4085         | 4185         | 3185         | 1988.5         | ←  | 3216 | 4216 | 4152 | 3152 | |
| 3086         | 4086         | 4186         | 3186         | 1988.7         | ←  | 3220 | 4220 | 4122 | 3122 | |
| 3264         | 4264         | 4364         | 3364         | 1992.2         | ←  | 3203 | 4203 | 4303 | 3303 | |
| 3265         | 4265         | 4365         | 3365         | 1994.10        | ←  | 3218 | 4218 | 4318 | 3318 | |
| 3266         | 4266         | 4366         | 3366         | 1995.6         | ←  | 3324 | 4324 | 4349 | 3349 | |
| 3267         | 4267         | 4367         | 3367         | 1997.6         | ←  | 3210 | 4210 | 4310 | 3310 | |

| 改番・改造後 | 改番・改造後 | 改番・改造後 | 改番・改造後 | 改造・改番年月 |    | 種車 | 種車 | 種車 | 種車 | 記 事 |
| DM           | T            | T            | UNDM         | 改造・改番年月 | DM | T    | T    | UNDM |      | |
| 3299         | 4299         | 4399         | 3399         | 1999.5         | ←  | 3357 | 4357 | 4257 | 3439 | 通常、3300代の車番はDMだが、事故廃車に伴う編成替えで生じた末尾99の編成の3399に限りUNDM。1972形の4両ユニットでは唯一の存在。 |

| 改番・改造後 | 改番・改造後 | 改番・改造後 | 改造・改番年月 |      | 種車 | 種車 | 種車 | 記事 |
| UNDM         | T            | DM           | 改造・改番年月 | UNDM | T    | DM   |      |      |
| 3464         | 4564         | 3564         | 1992.2         | ←    | 3401 | 4501 | 3501 |      |
| 3465         | 4565         | 3565         | 1994.10        | ←    | 3407 | 4507 | 3507 |      |
| 3466         | 4566         | 3566         | 1995.6         | ←    | 3424 | 4524 | 3524 |      |
| 3467         | 4567         | 3567         | 1997.6         | ←    | 3412 | 4512 | 3512 |      |

## 現在の状況
更新工事、ワンマン運転改造と合わせ、ベーカールー線のワンマン運転実現のため、ノーザン線に転用されていた2次車が再びベーカールー線に転用されて2次車全編成が集結、2011年現在、2次車への編入改造を行った1次車の一部を交え、引き続きベーカールー線で運用されている。

2011年7月の1967形引退後、小さいほうのサイズの車両群(チューブ)では最古参となっており、2018年までの置換えが計画されている。

## 自動放送装置
女声の自動放送装置がワンマン運転化に伴って取り付けられている。通常の放送の例は以下の通り。

"This is Stonebridge Park. This is a Bakerloo Line train, to Queens Park." "Please Stand Clear of the doors."

## 参考資料
- Brian Hardy 1973 Tube Stock, London Underground Rolling Stock 14th Edition, Capital Transport published in 1997 ISBN 1854141937
- Brian Hardy 1972 Tube Stock, London Underground Rolling Stock 15th Edidion, Capital Transport published in 2002 ISBN 1854142631
- “London Underground 1972 Tube Stock”.   Tubeprune. 2011年1月7日閲覧。
- “London Underground Rolling Stock Sizes, Measurements and Details”.   Tubeprune. 2011年1月7日閲覧。
- “1972 Tube Stock Specifications”.   Transport for London. 2011年1月7日閲覧。
- “1972 MkI Tube Stock”.   Squarewheels.org.uk. 2011年1月7日閲覧。
- “1972 MkII Tube Stock”.   Squarewheels.org.uk. 2011年1月7日閲覧。